# Alois Utner
Alois Utner (* 17. August 1823; † 1891) war ein österreichischer Zimmer- und Baumeister, der in Jauernig (Javorník) wirkte. Er ist Begründer der Baumeisterfamilie Utner, die das heutige Stadtbild wesentlich prägte.

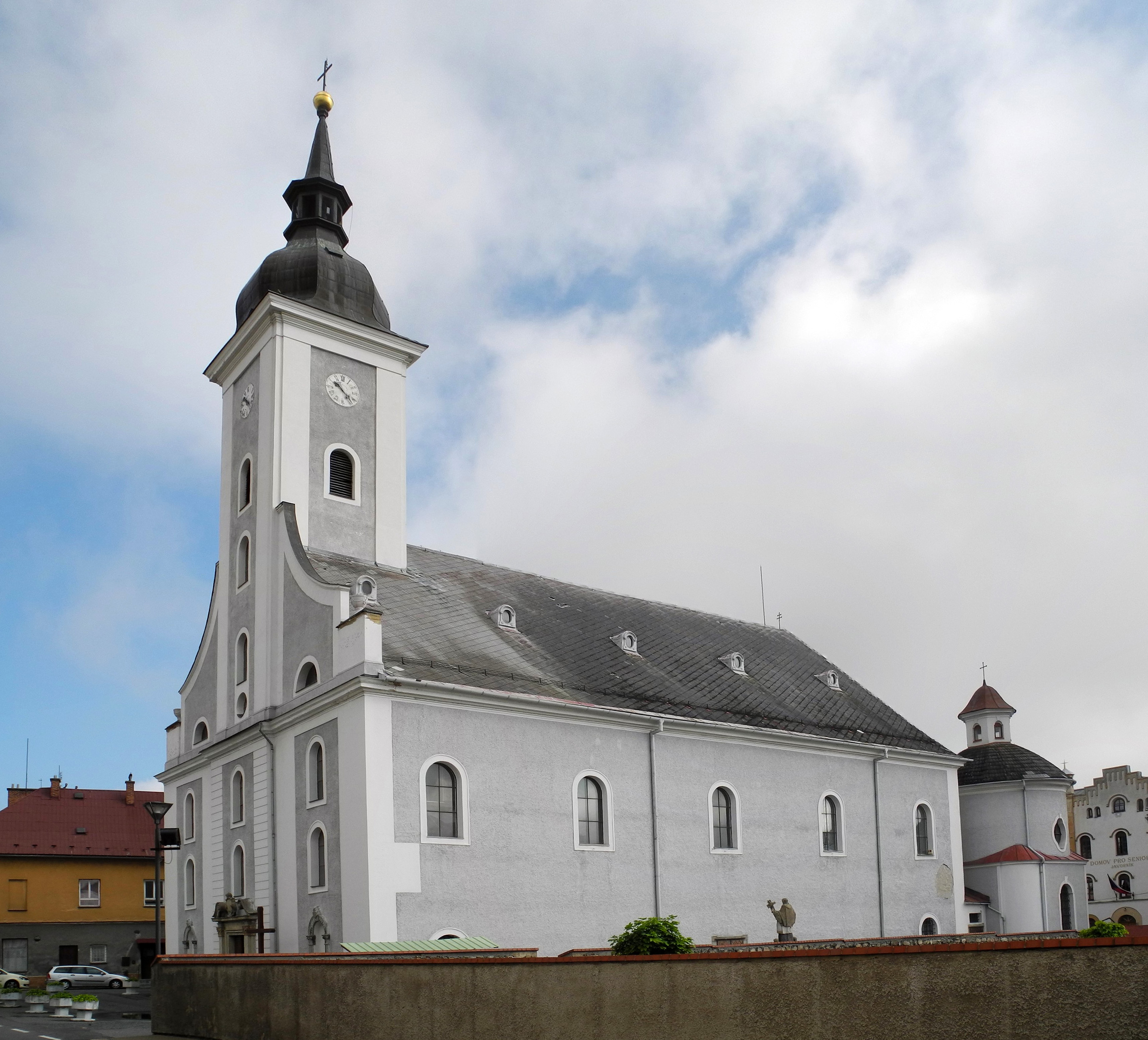
Dreifaltigkeitskirche, Město Javorník

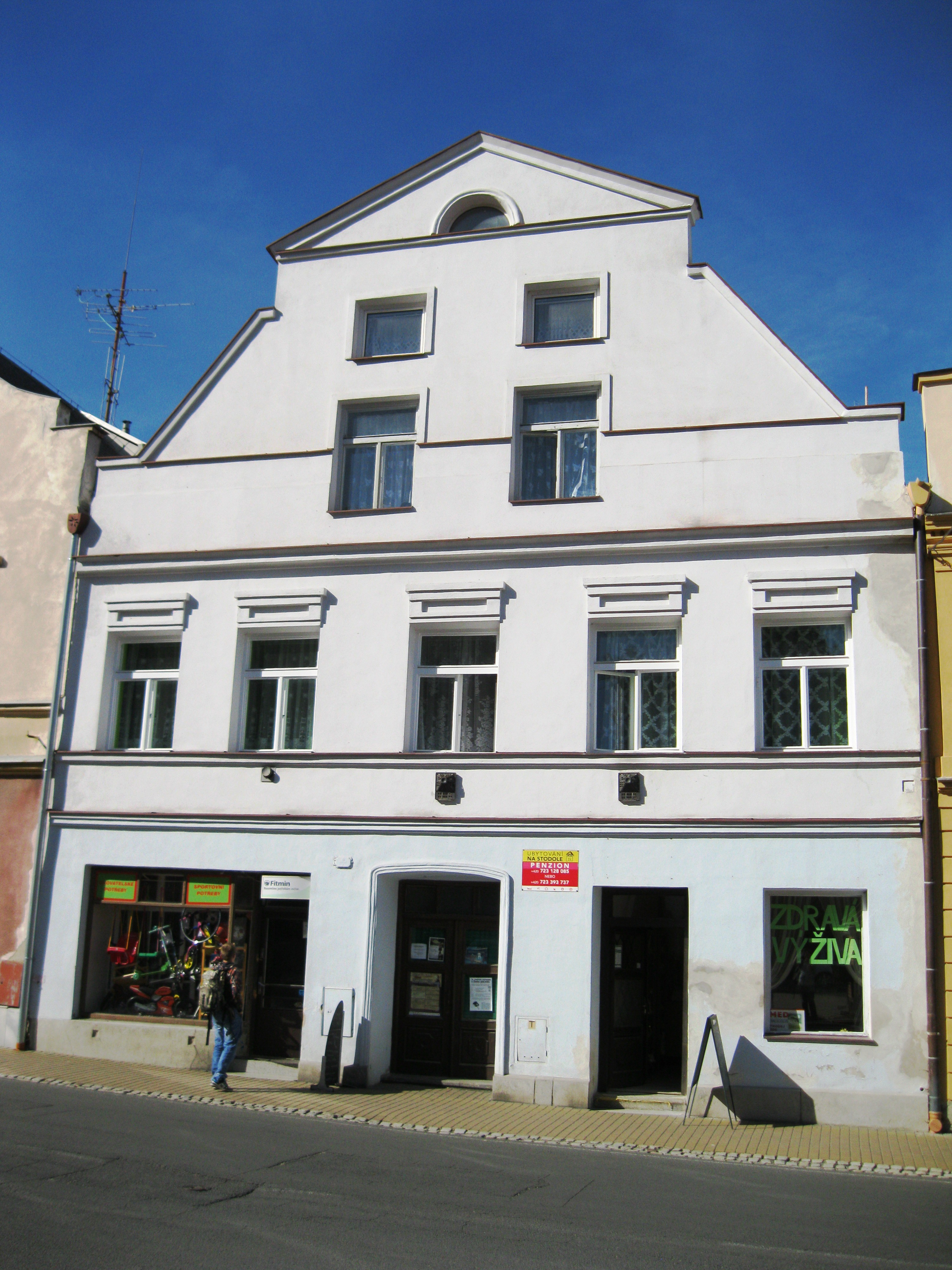
Bürgerhaus ul. Míru 409, Město Javorník

## Leben und Wirken
Alois Utner erlernte den Beruf eines Zimmerers und gründete nach der Meisterprüfung einen eigenen Zimmereibetrieb in Jauernig. Wenig später errichtete er unter großen Entbehrungen sein eigenes Haus (Nr. 156). 
Als Zimmermeister war er u. a. am Umbau des Schlosses Johannesberg (Jánský Vrch) beteiligt; sein Zeichen findet sich im Gebälk des Uhrturmes. Später wirkte Utner auch als Baumeister.
Sein Hauptwerk ist der Wiederaufbau der nach dem Brand von 1825 nur notgesicherten Dreifaltigkeitskirche in Jauernig im Jahre 1866. Bei dem Feuer waren der Turm, der Chor mit der Orgel und ein Teil des Daches zerstört worden.
Alois Utner verstarb 1891 im Alter von 68 Jahren und wurde in der Familiengruft auf dem Jauerniger Friedhof beigesetzt. Sein Unternehmen wurde durch seinen gleichnamigen Sohn fortgeführt.

## Werke
- Uhrturm des Schlosses Johannesberg (Jánský Vrch)
- Wiederaufbau der Dreifaltigkeitskirche in Jauernig (1866)
- Umbau eines Bürgerhauses in Jauernig Stadt, heute ul. Míru 409, Město Javorník (1886)[3]